# Глинкова гвардия

Эмблема Глинковой гвардии

Флаг Глинковой гвардии

Гли́нкова гва́рдия (словац. Hlinkova garda — Глинкова Гарда) (HG) — военизированная организация Словацкой народной партии в 1938—1945 годах, своё наименование получила в честь Андрея Глинки.

## История
После Первой мировой войны и распада Австро-Венгрии Словакия была включена в состав Первой Чехословацкой Республики, созданной при поддержке Антанты. Словацкие националисты во главе с Андреем Глинкой стремились к независимости от Чехии. Для достижения своих целей они создали Глинкову словацкую народную партию. В рамках партии в 1923 году была создана полувоенная организация Родобрана. Она была распущена властями Чехословакии в 1927 году. Родобрана была предшественником Глинковой гвардии. После Мюнхенского соглашения о разделе Чехословакии Глинкова партия активизировала сепаратистскую деятельность, в частности 10 октября 1938 года партия провозгласила в Жилине автономию Словакии.
Глинкова гвардия была создана 8 октября 1938 года, первым командиром стал Карол Сидор.

## Обязанности
Хотя в качестве повода к основанию была указана «военная подготовка молодёжи», очень скоро ГГ стала реальной силой в Словакии. Она стала нести полицейские обязанности и проводить силовые акции против евреев, чехов, цыган и коммунистов.
В частности, после Первого Венского арбитража в начале ноября 1938 года Глинкова гвардия занималась депортацией евреев южной Словакии на территорию, передаваемую Венгрии.
Максимальной численности примерно в 100 тысяч членов организация достигла после Словацко-венгерской войны 1939 года.
В 1939 командиром ГГ стал словацкий фашист Александр Мах, осуждённый впоследствии как военный преступник. С 1941 года члены ГК проходили тренировки в лагерях СС в Германии. В 1942 ГГ проводила «ариизацию имущества» с высылкой евреев в Освенцим. В августе 1944 года во время Словацкого Народного Восстания немецкие войска использовали ГГ в боях против словацких партизан.
В составе Глинковой гвардии были летучие отряды, специализировавшиеся на контрпартизанских действиях.
ГГ была распущена в 1945 году, многие члены были осуждены.